# Monumental (album)
Monumental è un album collaborativo dell'artista hip hop statunitense Pete Rock e del duo connazionale Smif-N-Wessun, pubblicato nel 2011.

## Tracce
Tutte le tracce sono prodotte da Pete Rock.
| #  | Title                  | Performer(s)                                              | Time |
| -- | ---------------------- | --------------------------------------------------------- | ---- |
| 1  | "Intro"                |                                                           | 1:18 |
| 2  | "Monumental"           | Tek, Steele, Pete Rock, Tyler Woods                       | 4:31 |
| 3  | "Prevail"              | Tek, Steele, Raekwon                                      | 2:33 |
| 4  | "That's Hard"          | Tek, Steele, Styles P, Sean Price                         | 4:15 |
| 5  | "Top of the World"     | Tek, Steele, Pete Rock, Memphis Bleek                     | 4:58 |
| 6  | "Feel Me"              | Tek, Steele, Rock, Bun B                                  | 5:09 |
| 7  | "Roses"                | Tek, Steele, Freeway                                      | 4:25 |
| 8  | "Fire"                 | Tek, Steele,                                              | 4:22 |
| 9  | "This One"             | Tek, Steele, Top Dog, Jahdan Blakkamoore of Noble Society | 4:05 |
| 10 | "Do It"                | Tek, Steele, Hurricane G                                  | 5:16 |
| 11 | "Night Time"           | Tek, Steele, Pete Rock, Buckshot                          | 5:05 |
| 12 | "(I'm a) Stand Up Guy" | Tek, Steele, Black Rob                                    | 3:45 |
| 13 | "Go Off"               | Tek, Steele                                               | 2:41 |
| 14 | "Time to Say"          | Tek, Steele                                               | 5:15 |

## Classifiche
| Classifica (2011)         | Posizione massima |
| ------------------------- | ----------------- |
| Stati Uniti               | 110               |
| US Independent Albums     | 18                |
| US Top Rap Albums         | 15                |
| US Top R&B/Hip-Hop Albums | 24                |